# Тетердинко, Александр Павлович
Александр Павлович Тетердинко (родился 20 ноября 1983, Волхов, Волховский район, Ленинградская область, РСФСР, СССР) — российский политический деятель, член партии «Единая Россия», депутат Законодательного собрания Санкт-Петербурга в 2016—2021 годах, руководитель фракции «Единая Россия» в Законодательном собрании VI созыва, депутат Государственной думы VIII созыва с 2021 года. Из-за поддержки российско-украинской войны находится под санкциями ряда стран.

## Биография
Александр Тетердинко родился 20 ноября 1983 года в городе Волхов Ленинградской области. В 2005 году окончил бакалавриат, в 2007 — магистратуру юридического факультета Санкт-Петербургского государственного университета. В 2007—2009 годах был председателем Контрольно-ревизионной комиссии муниципального округа Звёздное, в 2009—2011 — руководителем аппарата муниципального совета в этом округе, в 2011—2012 — помощником губернатора Мурманской области и заместителем руководителя аппарата правительства.
С 2008 года Тетердинко был членом Санкт-Петербургской избирательной комиссии с правом решающего голоса, в марте 2012 года стал заместителем председателя Санкт-Петербургской избирательной комиссии (до декабря 2014 года). В январе 2015 года стал заместителем председателя юридического комитета администрации губернатора Санкт-Петербурга. С декабря 2015 года по сентябрь 2016 года был временно исполняющим обязанности руководителя регионального исполнительного комитета Санкт-Петербургского регионального отделения партии «Единая Россия».
В 2016—2021 годах Тетердинко заседал в Законодательном собрании Санкт-Петербурга VI созыва, где был заместителем председателя бюджетно-финансового комитета, членом постоянной комиссии по городскому хозяйству, градостроительству и имущественным вопросам, руководителем фракции «Единой России». По подсчётам журналистов, за время работы в ЗС он стал автором и соавтором 129 закопроектов. В сентябре 2021 года Тетердинко был избран депутатом Государственной думы по Западному одномандатному избирательному округу № 212 (Санкт-Петербург). Стал членом комитета по государственному строительству и законодательству.
Тетердинко является членом президиума регионального политического совета Санкт-Петербургского регионального отделения «Единой России», первым заместителем секретаря этого отделения.
Из-за поддержки российской агрессии и нарушения территориальной целостности Украины во время российско-украинской войны Тетердинко находится под персональными санкциями всех государств Европейского союза, Великобритании, США, Канады (с 24 февраля), Швейцарии, Австралии, Японии, Украины, Новой Зеландии.
Александр Тетердинко женат, у него есть дочь.